# Dimmuborgir

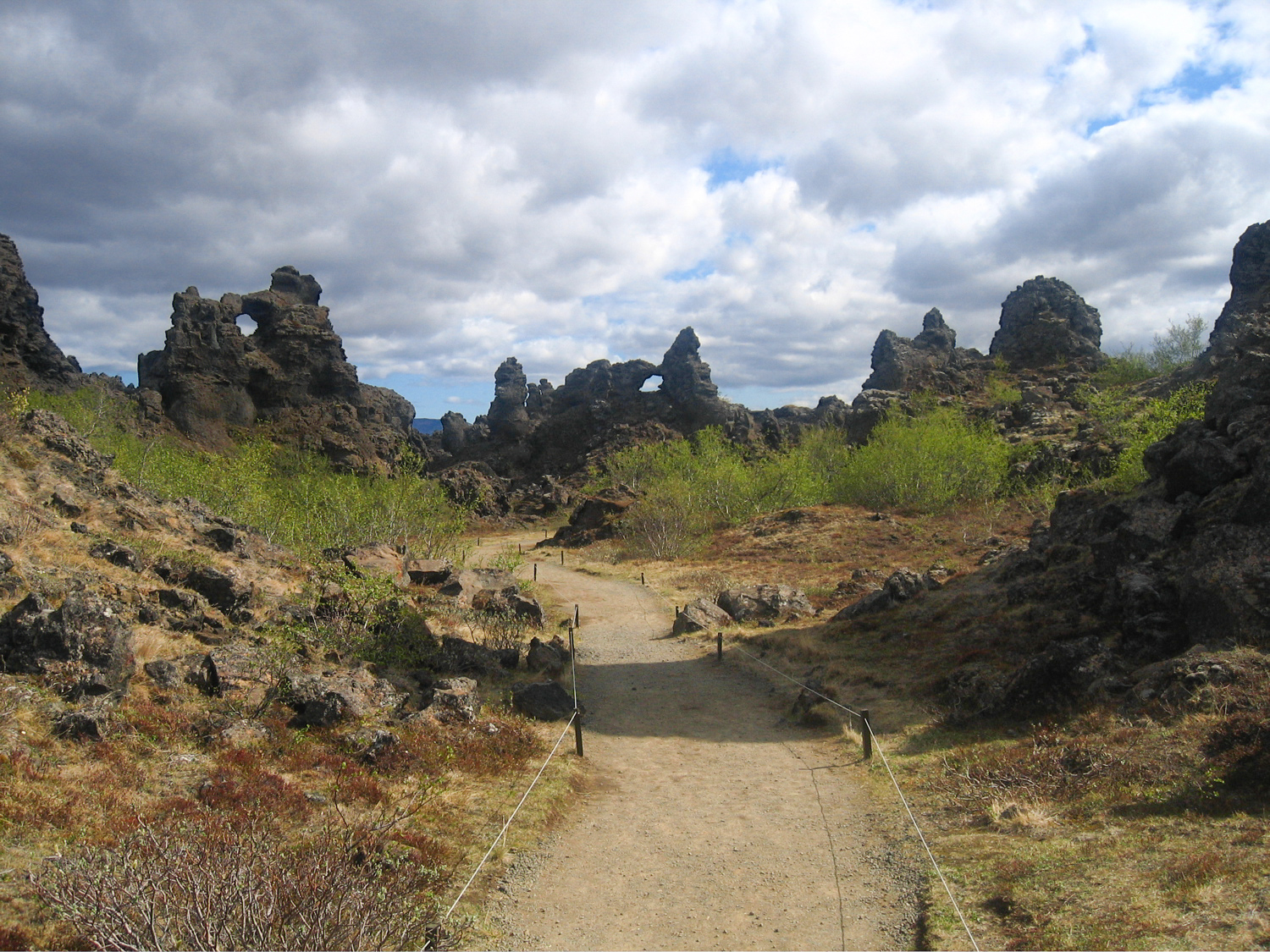
Dimmuborgir - Temné hrady

Dimmuborgir ([tɪmʏpɔrcɪr], dimmu „temná“, borgir „města“ nebo „hrady“) je rozsáhlé území neobvykle tvarovaných lávových polí východně od jezera Mývatn na Islandu. Oblast Dimmuborgir se skládá z rozličných vulkanických jeskyní a skalních útvarů, připomínajících zřícenou starověkou pevnost. Dimmuborgir je jednou z nejpopulárnějších islandských turistických atrakcí.

## Vznik

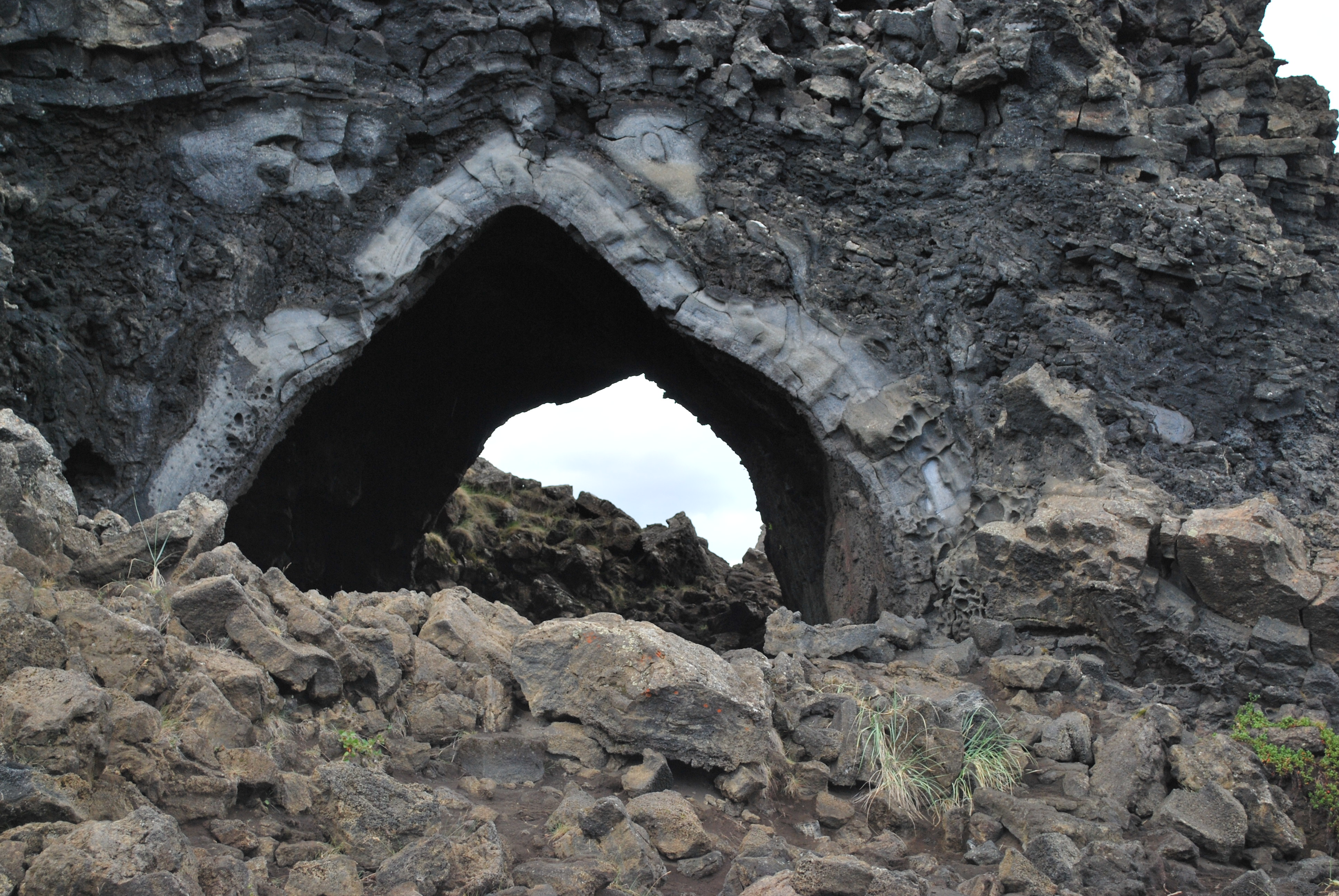
Kirkjan (Kostel), lávový tunel v Dimmuborgir

Území Dimmuborgir je charakteristické velkými dutými strukturami, připomínajícími kobky či komnaty, a několika dramaticky se tyčícími lávovými sloupy. Některé z komor a základen sloupů jsou dostatečně velké, aby v nich mohli přebývat lidé, což svádělo k pojmenování těchto útvarů jako „hrady“ (borgir).
Dimmuborgir sestává z masivních zhroucených lávových tunelů vytvořených před cca 2300 lety lávovým jezerem. Na území Dimmuborgir láva proudila přes vlhkou zem, voda v mokřině se vařila a pára stoupající vzhůru skrz lávu vytvořila lávové pilíře o průměru od několika centimetrů do několika metrů. Jak láva proudila nížeji k Mývatnu, vrchní krusta se zhroutila, ale duté pilíře ztuhlé lávy zůstaly. Soudě dle výšky nezhroucených pilířů muselo být lávové jezero hluboké nejméně 10 metrů. Povrch lávového proudu zůstává okolo oblasti Dimmuborgir částečně nedotčen, takže Dimmuborgir se nachází pod povrchem okolního území.

## Dimmuborgir v kultuře
V islandském folkloru je Dimmuborgir místo spojující zemi s peklem. Podle severské křesťanské mytologie je Dimmuborgir místem, kde Satan přistál po tom, co ho svrhli z nebe, čímž vytvořil zřejmé „Helvetes katakomber“ („Katakomby Pekla“ v norštině).
Norská sympho-black metalová skupina Dimmu Borgir se pojmenovala podle tohoto území.